# Michael Turner (Schauspieler)
Michael Turner (* 19. Juli 1921 in Ntabankulu, Kapprovinz, Südafrika; † 14. Juli 2012 in Wiltshire, England) war ein südafrikanischer Schauspieler.
Michael Turner spielte nach dem Zweiten Weltkrieg Theater und ab den frühen 1950er-Jahren auch in zahlreichen britischen Fernsehserien und einigen Filmen. 1965 wirkte er als „Gratiano“ in der Theaterverfilmung Othello mit. 1968 spielte er in der Serie Doctor Who als „Jarvis Bennett“ und 1974 in Ein Fall für Scotland Yard als „Chief-Detektive Clay“. 1987 verkörperte er „Richter Boshoff“ im Apartheids-Drama Schrei nach Freiheit.
Schauspielerisch war er bis Ende der 1990er Jahre aktiv und wirkte insgesamt in mehr als 80 Fernsehproduktionen mit.

## Filmografie (Auswahl)
- 1965: Othello
- 1968: Mit Schirm, Charme und Melone (The Avengers, Fernsehserie, 1 Folge)
- 1968: Doctor Who (Fernsehserie, 6 Folgen)
- 1972: Callan (Fernsehserie, 1 Folge)
- 1972: Van der Valk (Fernsehserie, 1 Folge)
- 1972–1974: Ein Fall für Scotland Yard (New Scotland Yard, Fernsehserie, 8 Folgen)
- 1973: Black Beauty (Fernsehserie, 2 Folgen)
- 1973: Die Rivalen von Sherlock Holmes (The Rivals of Sherlock Holmes, Fernsehserie, 1 Folge)
- 1973: Freie Hand für Barlow (Barlow at Large, Fernsehserie, 1 Folge)
- 1977: Mit Schirm, Charme und Melone (The New Avengers, Fernsehserie, 1 Folge)
- 1980–1982: Crossroads (Fernsehserie, 4 Folgen)
- 1987: Schrei nach Freiheit (Cry Freedom)
- 1991: Inspektor Wexford ermittelt (Ruth Rendell Mysteries, Fernsehserie, 3 Folgen)
- 1998: The Bill (Fernsehserie, 1 Folge)